# غودفري ناش
غودفري ناش (بالإنجليزية: Godfrey Nash)‏ هو متسابق دراجات نارية بريطاني. نافس في سباقات بطولة العالم لفئة 500 سي سي ولفئة 350 سي سي ولفئة 50 سي سي.